# Tándem (bicicleta)

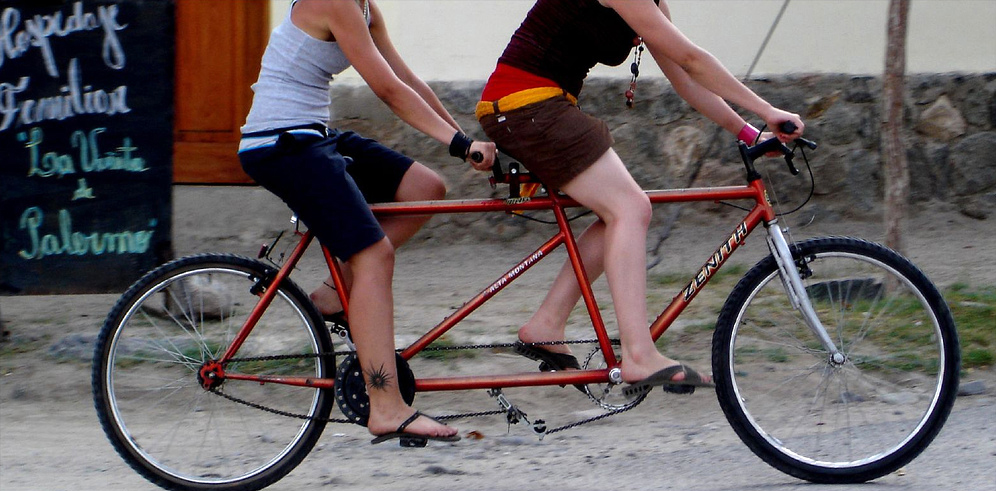
Tándem de dos ciclistas

Se denomina tándem (del inglés tandem, y este del latín tandem 'al fin', 'al cabo', 'a la larga', al interpretar humorísticamente a la larga con valor espacial en vez de temporal) un tipo particular de bicicleta provista de más de un asiento y más de una pareja de pedales, pudiendo así ser movida por el pedaleo de más de una persona. En origen se construían soldando dos cuadros de bicicleta juntos. En la actualidad se han mejorado los componentes y se construyen en tándem de gama alta, tanto de carretera como de montaña. Como un tándem tiene que soportar más pesos, suele llevar componentes más robustos. La palabra tándem se emplea asimismo para señalar elementos de un mismo tipo que se posicionan en serie, es decir uno atrás de otro, y que cumplen la misma función en un mecanismo. De esta forma, el término ha sido aplicado a la bicicleta tándem, como también al uso de dos ruedas consecutivas en camiones, semirremolques y locomotoras para ofrecer mejor tracción y soportar la carga.

## Eficiencia total
En un tándem se tiene el doble de potencia de pedaleo, con un leve incremento de las pérdidas por fricción en la transmisión, y tiene sólo algo más de resistencia aerodinámica que una bicicleta sencilla. Los tándems de altas prestaciones pueden pesar menos que dos bicicletas, por lo que la relación peso-potencia puede ser incluso mejor que la de una bicicleta individual. Dos ciclistas bien conjuntados en un tándem pueden avanzar más rápido y más lejos que uno solo.
En zonas llanas y cuesta abajo, los tándems son claramente más rápidos. En las subidas no tendrían por qué ser más lentos, a pesar de la creencia generalizada, aunque la coordinación de la cadencia de pedaleo puede hacer que se disminuya el rendimiento.

## Tipos

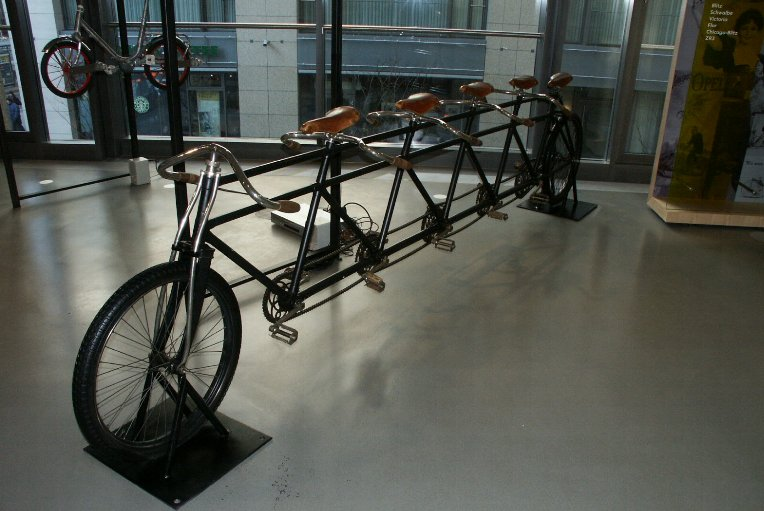
Tándem para 5 ciclistas.

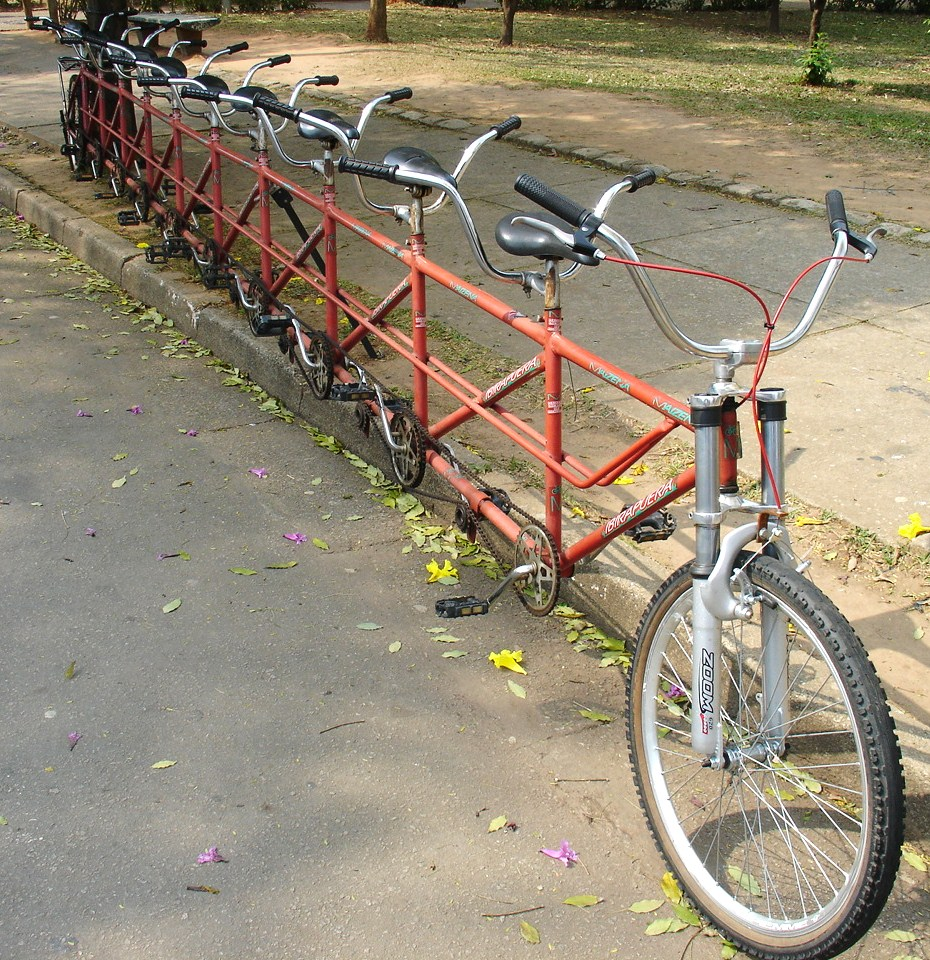
Tándem para 10 ciclistas.

Aunque se asocian los tándems con dos ciclistas, los puede haber para cualquier número, el récord mundial es un tándem para 40 ciclistas que se construyó en 1984 en Queanbeyan, Nueva Gales del Sur, Australia.
Lo más habitual es que los tándems sean para dos adultos, pero hay tándems pensados para llevar cualquier combinación de adultos y niños.
Hay también diferentes tipos de tandem, con un cuadro similar a una bicicleta ordinaria, pero con dos pares de pedales y dos cadenas, ubicadas una en cada lado del cuadro.

## Conducción
En un tándem el que va delante gobierna la dirección, los frenos y el cambio de marchas, mientras que el otro u otros ciclistas simplemente pedalean. Es importante mencionar que para conducir exitosamente un tándem debe lograrse una coordinación efectiva entre los tripulantes.